# Tío Pujio
Tío Pujio es una localidad situada en el Departamento General San Martín, provincia de Córdoba, Argentina.
Se encuentra situada sobre la RN 9, a 135 km de la ciudad capital de Córdoba. Se encuentra a una Lat 32.º17´; Long 63.º22´y una altura de 231,13 m s. n. m.
Cabe aclarar que históricamente, y desde tiempos de antaño, se hallan registros públicos o documentos del estado o del Virreinato del Río de La Plata, con el nombre de Tío Pujio desde el año 1585.
Su actual intendente es Nancy del Carmen Schiavi (2019-2023).

## Toponimia
La Posta de Tío Pujio -de las voces quechuas tiú o tyú, arena y pukyu, manantial, cuya verdadera ortografía es Tinpukin-, quedó emplazada en las proximidades del antiguo cauce de un arroyo que provenía del río Tercero y desbordaba en el cañadón, y de cuya arena nace la voz indígena que identificaría la zona.
Tío Pujio o su interpretación más simbólica: "Manantial de arena" (cañadón propio del cauce de uno de los brazos del río Tercero, previo a la construcción del dique) y luego de la tergiversación por la incorrecta interpretación por parte del conquistador español, se metamorfoseara en lo que hoy pasó a llamarse Tío Pujio. En esta región se encontraban las postas de carruajes o diligencias (al lado de la iglesia) y la posta de carretas (en el ingreso al poblado orientación Villa María a Tío Pujio), el cual representó un lugar de abastecimiento de agua y descanso para todo viajero o forastero que transitaba el camino real.
Por otro lado, hay quienes creen que el nombre deriva de Intipujio, por Inti, vocablo utilizado por los incas para referirse al sol, y pujio por manantial. O quizás la forma coloquial más usada por los pobladores como Tiopiyu, por la unión de las voces quechuas.

## Orígenes
En rigor, existían dos postas en las inmediaciones del actual núcleo urbano de Tío Pujio: una destinada al tránsito de diligencias o carruajes para pasajeros, y otra para carretas, ya que estas últimas dejaban a su paso, particularmente en épocas de lluvias profundas huellas que dificultaban al andar más ligero de las diligencias; estaban próximas, una de otra y atravesaban el perímetro actualmente ocupado por la jurisdicción de Tío Pujio, de sudeste a noroeste, ubicándose el primero en la actual “Banda norte” y el de carretas en la actual “Banda Sud”, del contorno urbano. 
Transitaron por estos caminos, tras los sucesos revolucionarios de 1810 los ejércitos libertadores con destinos al alto Perú, y después las milicias federales….. Es el itinerario que recorren:… “las carretas cargadas de mercaderías y los viajeros a caballo. Por él se despachaban también las tropas posta a posta, para las expediciones militares de la Independencia” Años 1820-21. Y es en definitiva, el escenario que transitan José María Paz y Facundo Quiroga… “se oirá proclamar al Tigre de los Llanos, orientando a sus hombres: “Estamos a la altura de Tío Pujio”.
A un kilómetro y medio del actual radio urbano, con dirección noroeste, encajado en los desniveles del terreno y favorecido por un caprichoso relieve, que se acentúa en la denominada zona del “bajo”, transitaba el arroyo que, desde las brumosas cascadas de sus nacientes, en el río Tercero, involucionaba hacia la calma del llano. La espesura del monte circundante en una epidérmica manifestación de arbustos, matorrales espinosos, montes bajos, vestigios de árboles desnudos, y pajonales hirsutos……Por otro lado; comenta el reo: “el suelo se hizo ligeramente arenoso, pero el pasto era todavía alto aunque ordinario. Por todo se veía montes extensos con árboles no más altos que nuestros robles inferiores, y deben de haber sido de crecimiento natural por su irregularidad”….. Así documenta Alejandro Gillespié, preso en Buenos Aires por participar en las invasiones inglesas; quien paso por estas tierras el 23 de abril de 1807. Las inmediaciones de la “cañada”, eran habitadas por pequeños asentamientos indígenas, y ese corredor de áspera vegetación, rodeada de montes, conformaría los contornos de los asientos de las antiguas postas de Tío Pujio.
Allá por el año 1573, un 5 de mayo Hernando de Lerma (gobernador del Tucumán) delega a Juan Burgos, su lugarteniente en la nueva provincia de Córdoba, el reparto de tierras, él cual otorga a Lorenzo Suárez de Figueroa, parte del reparto de tierras e indios, de lo que así se llamaba tierras “bacas” (extensiones de tierras no ocupadas por asentamientos de indios), entendiéndose como 10 leguas de longitud de oeste a este sobre el serpenteante río Tercero, por 2 y ½ a cada lado del río (es decir 5 leguas de norte a sur). Estas tierras fueron luego heredadas por Catalina de Figueroa, la cual luego de casarse (con Juan Ávila y Zarate) tiene 8 hijos, una de las cuales (Lorenza Ávila y Zarate), se casa con el Capitán Juan López Fiuza, el cual por medio de compras y concesiones, etc. toma posesión de parte de las tierras de los hermanos de Lorenza, de ½ legua de tierras en su contorno que fueran de los indios de Yucat, la cañada de Tío Pujio y Cuchi-Corral, aduciendo de que los indios no ocupaban estas tierras hacía 40 años. 
Estas tierras fueron habitadas por la nación comechingón, del litoral y del nordeste del país, originarios que practicaban el cultivo de tierras y crianza de llamas, fabricaban con piedras y huesos utensilios diversos y poseían un incipiente desarrollo de la alfarería. Según Mayorino Pizzolato (un investigador y excavador de la historia), afirmó que algunos de los objetos encontrados en relación con las cerámicas y restos exhumados en Tío Pujio, pertenecían a la tribu de los Litines (tupí-guaraníes) originarios del este del país. Cabe aclarar antes, cual fue la sucesión demográfica de los distintos tipos de etnias orogonarias hasta llegar a la conclusión a la cual arriba Mayorino Pizzolato: …”ellas (tierras) fueron ocupadas, en primer lugar por los COMECHINGONES, de ellos se encontraron pequeñas estatuas de arcilla, trozos de cerámica y fondos de viviendas. Luego llegaron a estas zonas, individuos pertenecientes a la raza PÁMPIDA, de ellos los sepulcros, esqueletos recubiertos de óxido de hierro hidratado y cerámicas, cuyos grabados distan mucho de los comechingones. Al tiempo de la conquista los Pámpida habrían abandonado el paraje de Tío Pujio, Yucat ó Yuca, y Laguna Honda, siendo reemplazados por los PAMPAS. Usando como material de trabajo tallos de juncos, totoras, y espadañas los indígenas desarrollaron su industria textil. Tejían redes, mosquiteros, y hasta un especie de torno para decorar sus vasijas. Con los huesos de aves acuáticas, (zancudas y garzas) confeccionaban puntas de flechas, agujas para tejer, y coser, espátulas para el dibujo de las cerámicas y punzones. En cuanto a materiales usados para la confección de cerámica, la pasta usada mezclaba arena fina o gruesa dependiendo de lo esperado. La alfarería encontrada es más bien de tosca. Los alisados superiores son tan logrados que en algunos casos llegan a tener brillo. Las vasijas tienen formas globulares o subglobulares. Los colores predominantes son el rojo, amarillo, y marrón. Algunas vasijas presentan hollín, provenientes del oficio desempeñado en el arte culinario. Los únicos collares hallados sin uso, corresponden a indios Pampas, ya que durante los ritos funerarios tanto estos aborígenes como los Pámpidas, dejaban ofrendas de almejas en el lecho de los cadáveres para su posterior sepultura”.
Cabe agregar que el cementerio originario descansa muy próximo a la edificación más antigua de la zona y se refiere a la iglesia de Yucat, la cual fue construida con el sistema de pared elevada por deposición de “chorizo” (es decir postes o varillas de madera longitudinales a las cuales les depositaban chorizos de barro mezclado con paja india conocida científicamente como Panicum prionitis, en forma de “n” sobre las varillas) en dicho cementerio los restos de originarios eran encontrados en posición fetal, recubiertos de cuero mirando la puesta de sol. Por otro lado, cabe mencionar que la edificación más antigua de la localidad de Tío Pujio, corresponde a la vivienda que habitó el Sr. Sixto Siñurini (edificación de adobe, que originalmente tuvo techo de postes y paja).
Por consiguiente: así como lo relatase Don Loreto Sánchez, un amigo y sempiterno transmisor del pasado, …en las inmediaciones de Tío Pujio se encontraba el antiguo Fortín en dirección noroeste; y más exactamente en la hoy localidad de Santa Rita, lugar donde hacía su asentamiento un reducido pero valeroso grupo de milicianos y gauchos, que con bravura, sables y lanzas de monte (como lo explicara José Hernández en su “Martin Fierro”) defendieron aquella tierra ganada por el blanco al indio, otorgando su vida hasta la muerte o hasta ganar lo que para el conquistador representaba el Nuevo Mundo, su hogar y su proyecto de sociedad….
Registros de expediciones, documentos patrios y archivos de los jefes militares de los altos mandos que transitaron por la posta de Tío Pujio en su viaje por el camino Real al alto Perú:

En 1585 El General Alonso de la Cámara y Juan de Mitre registran el trayecto… “De la esquina de Guardia a Cabeza de Tigre (actual poblado de Los Surgentes (Cba), lugar donde se fusila el 26 de agosto de 1810 en el monte los papagayos o chañarcito de los loros a Santiago de Liniers) 7 leguas, al Saladillo Ruiz Díaz 5 leguas, a la esquina de castillo 9, al Frayle Muerto (actual Bell Ville) 2, a la Esquina de Colman 8, a la Esquina de Paso de Ferreyra (actual Villa María) 3, a Tío Pugio 5 (Pugio con g), a los puestos de Ferreyra 3, a Ampira10, al Río Segundo 5, a Córdoba 9, a Sinsacate 14, a La Dormida 16, a Urahuerta 10, al Cachi 7, Jurisdicción de 113 leguas” … redactado a modo de “vademécum” para los viajeros.

-	Para el año 1810 el historiador Luis A. Altamira en su viaje registra a…”Córdoba, Punta del Monte, Río Segundo, Laguna Larga, Cañada  del Gobernador, Corral del Maestro, Ojo de Agua (creada en 1809), Tío Pujio, Paso de Ferreyra, etc….

-	Para 1813 Ramón Castro Estévez registra… “Córdoba, Punta del monte, Río segundo, Impira, Cañada del Gobernador, Ojo de Agua, Tío Pujio, Paso de Ferreira (Villa Nueva), esquina de Herradura, Esquina de Medrano, Tres Cruces, Frayle Muerto (Bell Ville), etc…” 

Al flagelo de las luchas intestinas, de estos años, le sucede la siempre feroz lucha entablada entre el invasor blanco y el indio. En Tío Pujio, precisamente, uno de esos episodios cobraría su cuota de sangre. Así lo reconstruyó: 

“Marchaban lenta y pesadamente, por el Camino Real, los carros y carretas empleados en el tráfico comercial entre Buenos Aires y el interior, rasgando con el agudo chirriar de sus ruedas, la trama frágil del silencio que imperaba, habitualmente, en el vasto escenario de las fatigosas travesías. El paso de cada caravana, sobre esta franja de tierra, rodeada por una naturaleza agreste, parecía consolidar los dominios que el blanco sustrajo a la secular propiedad del indígena y, sin embargo, los peligros seguían latentes por un asedio constante sobre la frontera flexible, elástica, que se extendía hacia el oeste. Los periódicos malones internándose hasta el mismo camino real, reflejan la absoluta impotencia de los blancos para impedirlos y certificaban la endeblez de su línea de fortines.
Transitar esos caminos configuraba una verdadera aventura de resultados inciertos. Para carros, carretas y desde luego, para carruajes cuyo empleo se generalizo al promediar el siglo XIX como el medio más usual y cómodo para el transporte de pasajeros. La posta de Tío Pujio, remota precursora del actual núcleo urbano, no escapaba a la generalizada situación descripta, pese a que el curso del río Tercero, circunscribiéndola a unos kilómetros al oeste, ofrecía una barrera natural de contención para los desbordes indígenas, y que la presencia, más o menos, próxima-veinte kilómetros- del fuerte de Villa Nueva pudiera desalentarlos para sus incursiones.
La posibilidad de establecer una pacífica convivencia entre blancos e indígenas se frustró una y otra vez. Volvería a intentarse en el año 1837 y ambas partes aportaron sus esfuerzos para conseguirlo. Precisamente, ese año el cacique Melian encabezaba una embajada ranquel para negociar un tratado de paz con el gobernador cordobés Manuel (“Quebracho”) López, mientras que paralelamente el capitán Narciso Arias, presidiendo una comisión portadora de diversos presentes y de las bases de un tratado preliminar de paz, visitaba al cacique Painé en sus propias tolderías.
Estas negociaciones, sin embargo, no eran motivo suficiente para que los conductores de las carretas y carruajes que transitaban el camino real depusieran su actitud, alerta y vigilante, de tensa expectativa, y siempre recelosos ante la calma, aparentemente inalterable, del paisaje dormido, velando por la seguridad propia y la de los pasajeros, siempre expuestos a sucumbir ante una fatal emboscada.
Alertas…vigilantes, escudriñando el panorama, al parecer tranquilo, una galera con destino a Córdoba, llegaba a la altura de la posta de Tío Pujio. Un poco más arriba, hubieran podido observar el desplazamiento sigiloso de un puñado de indígenas, al mando del temible mestizo Quechuluan (“Cinco Guanacos”), procurando disimular sus figuras broncíneas entre la espesura de los matorrales, los jinetes se agachaban hasta las barrigas mismas de sus caballos, dando la sensación de que aquellos animales, alineados y en una misma dirección, estaban montados por fantasmas. Después, sobrevendría una terrorífica escena, casi repetida. En medio de los alaridos estremecedores de los indígenas, súbitamente, la galera quedó rodeada de un estrecho cerco de hombres, lanzas y caballos. La chuza hiriente, mortal, que se clavaba en el pecho de un joven pasajero de 25 años de edad, al que rápidamente, los atacantes pasaron a degüello. El resto de los ocupantes del vehículo una monja, una mujer y sus dos criadas, y un negrito, fueron alzados en vilo para ser conducidos con destino al cautiverio.
Gritos, llantos, una plegaria interrumpida… Por fin, tras el saqueo, la retirada presurosa, el nervioso galopar, el retorno de los indígenas a sus adúares. Y el silencio… Ningún quejido más de humano dolor, en ese dilatado silencio. Solo la galera, convertida en una ruina humeante, y un cadáver seccionado, rendían testimonio de la escena terrorífica, de la tragedia padecida. La mortaja de la noche se extendió piadosamente sobre aquellos despojos mortales, sobre aquel cuadro desgarrador… El joven muerto y la monja eran sobrinos del gobernador López, y suyos varios de los efectos saqueados. Y no hubo ni paz ni conciliación: otra vez, quedaba desarmada la posibilidad de una pacífica convivencia”.

A los:….”simples ranchos de quincho, techados de paja, muy sucios, con pisos de barro y cráneos de vaca como asiento”…. Desde un rincón del corazón y con tierno respeto, amor, añoranza, mi dedicación y entrega…..Gracias terruño, para mi patria querida, la posta que me vio crecer.“A Un Pueblo no se lo considera grande por su tamaño, sino por como pesa su historia”

## Economía

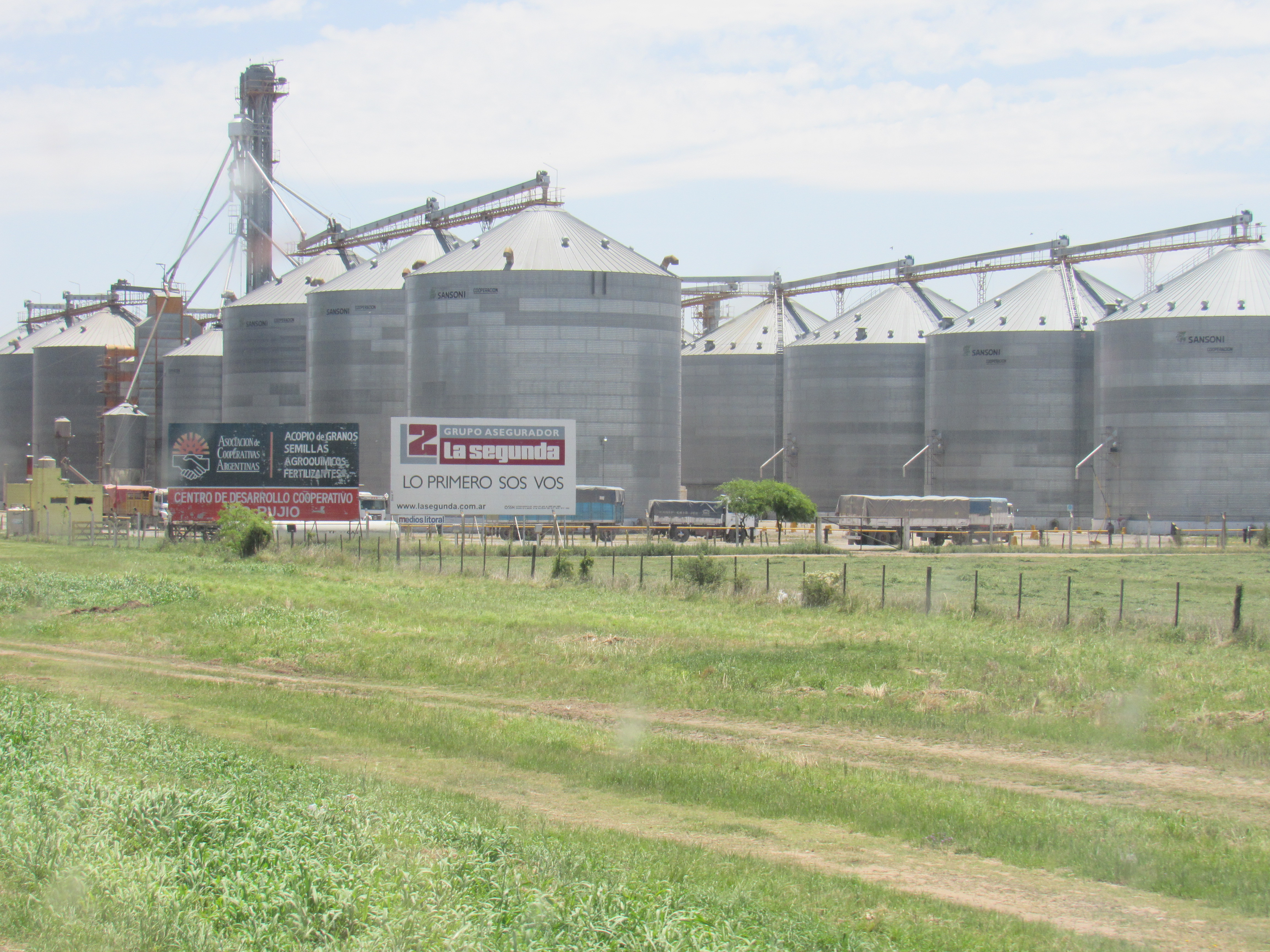
Centro de desarrollo Cooperativo Tío Pujio

La principal actividad económica es la lechería seguida por la agricultura y ganadería, siendo los principales cultivos la soja, el maíz y el maní.
Complementariamente a estas actividades, se encuentran ubicados en la localidad plantas de silos, plantas de acopio de granos, etc.
Existen en la localidad un dispensario, varias escuelas primarias, una escuela secundaria, un Destacamento Policial, Juzgado de Paz y un edificio municipal en el cual se efectúan gran parte de las funciones administrativas. También cuenta con un cuartel de bomberos con edificio propio modernas unidades y 20 años de trayectoria.
Su cooperativa se encarga de brindar servicios públicos de agua, electricidad, gas, internet, etc, en la localidad.

## Geografía

### Población
Cuenta con 3651 habitantes (Indec, 2022), lo que representa un incremento del 26,7% frente a los 2676 habitantes (Indec, 2010) del censo anterior. El casco urbano se compone de 917 hogares.
| Gráfica de evolución demográfica de Tío Pujio entre 1991 y 2022 |
|                                                                 |
| Fuente: Censos nacionales del INDEC                             |

### Clima
El clima es templado con estación seca, registrándose una temperatura media anual de 25 °C aproximadamente. En invierno se registran temperaturas inferiores a 0 y superiores a 35 en verano.
El régimen anual de precipitaciones es de aproximadamente 800 mm.

### Sismicidad
La sismicidad de la región de Córdoba es frecuente y de intensidad baja, y un silencio sísmico de terremotos medios a graves cada 30 años en áreas aleatorias. Sus últimas expresiones se produjeron:
- 22 de septiembre de 1908 (116 años), a las 17.00 UTC-3, con 6,5 Richter, escala de Mercalli VII; ubicación 30°30′0″S 64°30′0″O / -30.50000, -64.50000; profundidad: 100 km; produjo daños en Deán Funes, Cruz del Eje y Soto, provincia de Córdoba, y en el sur de las provincias de Santiago del Estero, La Rioja y Catamarca[16]

- 16 de enero de 1947 (78 años), a las 2.37 UTC-3, con una magnitud aproximadamente de 5,5 en la escala de Richter (terremoto de Córdoba de 1947)[15]

- 28 de marzo de 1955 (70 años), a las 6.20 UTC-3 con 6,9 Richter: además de la gravedad física del fenómeno se unió el desconocimiento absoluto de la población a estos eventos recurrentes (terremoto de Villa Giardino de 1955)

- 7 de septiembre de 2004 (20 años), a las 8.53 UTC-3 con 4,1 Richter

- 25 de diciembre de 2009 (15 años), a las 21.42 UTC-3 con 4,0 Richter

## Fiestas patronales
- Santa Rosa (30 de agosto)
- San Miguel Arcángel (29 de septiembre)